# A Segunda Manhã do Mundo
A Segunda Manhã do Mundo (originalmente, em catalão, Mecanoscrit del Segon Origen) é uma obra de ciência-ficção escrita por Manuel de Pedrolo no ano 1974 que teve grande sucesso de público, sobretudo entre o sector juvenil, e é um dos livros mais vendidos da literatura catalã. Foi levada à televisão por meio de uma série de grande sucesso produzida e emitida pela televisão pública catalã TV3, e em 2015 adaptou-se ao cine com o filme Segon Origen.

## Enredo
Neste romance de ciência-ficção explica-se a história da Alba e do Dídac, de 14 e 9 anos respectivamente, que vivem numa cidadezinha da Catalunha denominada Benaura. Eles são os únicos sobreviventes na Terra, depois que uns extraterrestres eliminem praticamente toda a humanidade. O Dídac é atacado por uns moços de Benaura porque ele é negro. Cai numa lagoa e a Alba, que assiste a cena, joga-se para lhe salvar. É então quando aparecem uns ovnis que o destroem tudo, mas eles se salvam porque estão submergidos.
Durante os anos seguintes devem achar a forma de sobreviver num mundo destruído e lutar contra todo tipo de problemas e dificuldades que os fazem madurar rapidamente. Tocam-se da importância de preservar o conhecimento e guardam livros e leem. Fogem da morte e refugiam-se numa fazenda, encontram mortos e sobreviventes, percorrem as ruínas de Barcelona e do Mediterrâneo.
O livro descobre a relação entre os dois jovens e a criação de um mundo, como utopia. A narração se estrutura em capítulos que começam sempre igual, situando a idade da Alba e a sua virgindade.
O narrador é omnisciente e utiliza muitas descrições.

## Análise

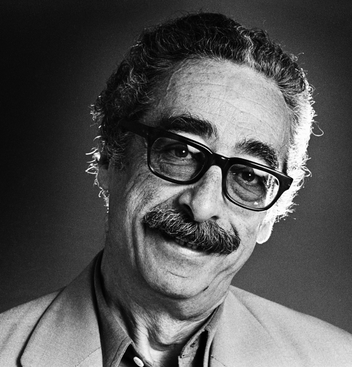
Manuel de Pedrolo, autor do romance.

O poder de sugestão da obra nasce das metáforas que há, o novo mundo compara-se com o atual e indicam-se novas possibilidades de existência. A descoberta de muitos aspectos (como o papel da cultura ou a sexualidade) explica que o livro tenha gostado tanto a adolescentes, que se sentem identificados com os protagonistas, apesar que o romance não foi escrito especificamente para eles. Os nomes dos protagonistas têm um valor simbólico. A moça chama-se Alba, porque ela é o início de uma nova humanidade; igualmente, o nome Dídac vem de 'didática', pela maneira como o menino aprende a sobreviver e madurar (e simboliza o processo de crescimento de qualquer ser humano).
A Alba tem uns altos valores éticos e as referências ao seu passado, com um pai encarcerado injustamente, são alusões ao contexto de repressão franquista. Identifica-se o ataque extraterrestre do começo com os bombardeios durante a guerra civil espanhola. Por isto também quer salvar os livros e a cultura anterior, que se pode interpretar como a proteção da cultura catalã perseguida pelo regime de Franco. O seu carácter de mulher faz-se evidente na novela, que começa cada capítulo com referências ao seu estado (virgem, grávida, mãe).
Do Dídac destaca-se seus rasgos mestiços, opondo-se ao racismo de outras novelas de sobrevivência, como Robinson Crusoe, acentuado ainda pelo pai desconhecido. Ele tem uma grande habilidades mecânica que ajudam a sobreviver ao casal e atua como protetor da mãe e o filho deles, mas em toda a novela o Dídac tem um papel subordinado à Alba, quem o educa e protege, desde o encontre inicial até todos os diálogos entre eles.

## Traduções
Foi traduzida ao castelhano (1984), ao neerlandês (1986), ao basco (1989), ao galego (1989), ao francês (1993), ao romeno (2000), ao português (2004), ao italiano (2011) e ao asturiano (2019). Em novembro de 2016 a Diputació de Lleida financiou a primeira tradução ao inglês, que foi publicada em 2017 pela Wesleyan University Press.

## Adaptações
O romance foi levado à televisão por meio de uma série produzida e emitida por TV3.  A rádio pública catalã, Catalunya Rádio também a adaptou.
A produtora catalã Antàrtida Produções, do Carles Porta, adquiriu os direitos de adaptação cinematográfica da novela. O filme ia ser dirigido inicialmente pelo diretor de cine Bigas Luna, mas ele morreu antes da gravação começar e Luna foi substituído pelo próprio Carles Porta. Finalmente, o filme foi estreado em 2015 com o nome de Segon Origen.